# Provincia de San Cristóbal
San Cristóbal es una de las 32 provincias de la República Dominicana en la región suroeste del país en la subregión de Valdesia. Con aproximadamente 689 mil habitantes, es la cuarta provincia más poblada del país, solo por detrás de Santo Domingo, Santiago y el Distrito Nacional. Limita con las provincias Monseñor Nouel (norte), Monte Plata (noreste), Santo Domingo (este), Peravia (oeste) y San José de Ocoa (noroeste). El Mar Caribe bordea la provincia por el sur. La capital provincial es la ciudad de San Cristóbal.
Fue creada en 1932 con el nombre de Provincia Trujillo en honor a su creador, el dictador Rafael Leónidas Trujillo Molina. Luego de la muerte de Trujillo en 1961, se le dio su nombre actual de San Cristóbal por el nombre de la ciudad capital. Incluía la actual provincia de Monte Plata hasta 1982.

## Historia
La provincia de San Cristóbal tiene sus orígenes en la época de la colonización española. Fue fundada en 1500 por Bartolomé Colón, hermano de Cristóbal Colón, quien estableció un asentamiento en al margen del río Nigua.
A lo largo de su historia, San Cristóbal ha experimentado diversos cambios y transformaciones. Sufrió las consecuencias de eventos como las devastaciones de Osorio a principios del siglo XVII y los conflictos políticos de la época colonial.
En el siglo XIX, la provincia jugó un papel fundamental en la lucha por la independencia de la República Dominicana. En 1822, fue elevada a la categoría de común y en 1844 fue sede de la votación que legitimó el nacimiento de la nueva nación.
Durante el siglo XX, San Cristóbal experimentó un crecimiento significativo, tanto en población como en desarrollo económico. Sin embargo, también fue marcada por eventos políticos importantes, como la dictadura de Rafael Leónidas Trujillo. Tras la caída de Trujillo, la provincia recuperó su nombre original y continuó su desarrollo, convirtiéndose en una de las principales zonas industriales y agrícolas del país.
En la actualidad, San Cristóbal es una provincia con una rica historia y una dinámica economía. Su pasado, marcado por eventos tanto positivos como negativos, ha moldeado su identidad y su lugar en el contexto de la República Dominicana.

## Geografía
San Cristóbal está situada en un valle irregular, rodeado por cerros y colinas de baja altura. Este pequeño valle está surcado por los ríos Nigua, Yubaso y Doña Ana. Además, el relieve sancristobalense está atravesado por numerosas cañadas. Su clima es tropical con lluvias frecuentes, las temperaturas son irregular.

### Relieve
Estribaciones de la Cordillera Central se encuentran ocupando gran parte de la provincia, sobre todo en el noroeste. En la frontera con el municipio se encuentra «La Colonia» (Parte más alta de la provincia). Además existen otras elevaciones pequeñas hacia el Este y en el Sur (por ejemplo, las Lomas de Duveaux, al sur de Yaguate).

### Hidrografía
Los principales ríos de la provincia son el río Haina, que constituye el límite oriental de la provincia; el Nizao, que forma el límite con la provincia Peravia, y el Nigua. Otros ríos son Mana, Yubaso (o Blanco), La Toma y los arroyos Itabo, Sainaguá y Najayo.

### Zonas geográficas más importantes
La zona céntrica y urbana alberga los principales centros financieros, comerciales e industriales del municipio, así como los principales centros educativos y políticos, como la Gobernación y el Ayuntamiento.
La zona norte se caracteriza por la gran cantidad de liceos y escuelas ubicadas en la zona rural, así como por las comunidades que producen aguacates, cítricos y otros frutos menores.

### División administrativa
La provincia San Cristóbal tiene una superficie total de 1.426,20 km². Está dividida en ocho municipios y nueves distritos municipales (D.M.).
Geográficamente esta provincia está ubicada al sur de la República, más concretamente en la Subregión de Valdesia, integrada además por el Distrito Nacional, Peravia y Monte Plata. Es la primera provincia del Sur del país.
- Benemérita de San Cristóbal, municipio cabecera de la provincia
  - Hato Damas (D.M.)
  - Hatillo (D.M.)
- Cambita Garabito
  - Cambita El Pueblecito (D.M.)
- Los Cacaos
- Sabana Grande de Palenque
- San Gregorio de Nigua
- Bajos de Haina
  - El Carril (D.M)
  - Quita sueño (D.M)
- Yaguate
  - Doña Ana (D.M.)
- Villa Altagracia
  - La Cuchilla (D.M.)
  - Medina (D.M.)
  - San José del Puerto (D.M.)

## Comunicaciones
En la actualidad, San Cristóbal es una de las ciudades con mejores índices en el área de las telecomunicaciones. Cuenta con los servicios de las principales compañías telefónicas del país, así como diversas empresas de televisión por cable y satélite.

## Nacidos en San Cristóbal
Juan Ceferino Suero Carmona
José María Cabral y Luna
Juan Tomás Díaz Quezada
Rafael Leónidas Trujillo Molina
Héctor Bienvenido “Negro” Trujillo Molina
Franklin Rodríguez
Josefina Tamarez
José Rijo
Pedro Strop
Rubby Pérez
Jochy Hernandez

## Evolución demográfica
| 13-5-1935 | 8-6-1950 | 7-8-1960 | 1-9-1970 | 12-12-1981 | 24-9-1993 | 18-10-2002 | 10-9-2012 |
| 159.117   | 164.174  | 249.276  | 324.395  | 444.948    | 420.820   | 532.880    | 640.066   |

## Economía
La provincia cuenta con una considerable oferta laboral, destacándose varias empresas importantes. Entre ellas, se encuentran la fábrica de Nestlé (Maggi), la planta del grupo Familia Sancela, la planta procesadora de Goya, así como el parque industrial del vidrio y las zonas francas de Itabo, Nigua y La Armería. También son relevantes la fábrica de lavamanos e inodoros CEDELCA, la fábrica de Quala Dominicana, las plantas cementeras Domicen, Cemento Colón y Cemento Argos, así como la fábrica de productos del trópico (Coco López), junto con las plantas de mármol Marmotech, Tecnotiles y Star Marble, entre otras. Sin embargo, debido a su proximidad a Santo Domingo, muchos residentes optan por trasladarse a la capital para trabajar, así como a las poblaciones de Bajos de Haina y Nigua. 
Las actividades económicas en la provincia están influenciadas por su condición de principal urbe de la región sur y quinta del país. Se destacan la industria, concentrada en San Cristóbal y en las zonas francas de Bajos de Haina, Nigua y Villa Altagracia; la agricultura en pequeña escala, incluyendo las plantaciones de cítricos en Villa Altagracia, café en las montañas y cebollas en las llanuras de Najayo-Palenque; y las actividades portuarias en Bajos de Haina y Palenque.
La provincia también presenta una intensa actividad turística, especialmente entre visitantes nacionales. Los principales atractivos turísticos incluyen las playas de Najayo y Palenque, el balneario de La Toma, así como los ríos Haina y Nizao.

### Principales Riquezas Culturales
- Instituto Politécnico Loyola (San Cristóbal)
- Fiestas patronales (San Cristóbal)
- El castillo del cerro (San Cristóbal)
- La Casa de Caoba (San Cristóbal)
- El Ingenio Nigua (Nigua)
- Cueva del Conde de Maná (Yaguate)
- Festival del Cimarronaje (Nigua)
- Fuerte Resolí (Najayo Arriba)
- Las Cuevas del Pomier (San Cristóbal)
- Ruinas del Ingenio de Boca de Nigua (Nigua)
- Ruinas del Ingenio de Diego Caballero (Nigua)
- Balneario «La Toma» (San Cristóbal)
- El Monumento a los Constituyentes (San Cristóbal)
- Hotel San Cristóbal (San Cristóbal)
- Colegio San Rafael (San Cristóbal)
- Escuela Parroquial Santa Rita (San Cristóbal)
- Ayuntamiento de San Cristóbal (San Cristóbal)
- Catedral de Nuestra Señora de la Consolación (San Cristóbal)
- Parroquia Sagrado Corazón de Jesús (San Cristóbal)
- Liceo Musical Pablo Claudio (San Cristóbal)
- Las fiestas Folclóricas de la comunidad de «Santa María»
- El carnaval popular, que se celebra los 27 de febrero. (San Cristóbal)
- El festival de Atabales de Sainaguá (San Cristóbal)